# Paolo Talanca
Paolo Talanca (Pescara, 1979) è un critico musicale italiano.

## Biografia
Si laurea in Lettere moderne all’Università degli Studi "Gabriele d'Annunzio" di Chieti nel 2004, con una tesi sulle influenze letterarie di Guido Gozzano e Eugenio Montale nelle canzoni di Francesco Guccini. Critico musicale per Il Fatto Quotidiano, gestisce un blog e scrive articoli per FQ magazine.
Dal 2018 è direttore artistico dell’Osteria delle Dame di Bologna. È giurato in diverse rassegne italiane di canzone di qualità, tra cui il Premio Tenco, il Premio Fabrizio De André (di cui dal 2019 è anche presentatore), il Premio Pierangelo Bertoli, il Premio Bianca D’Aponte e molti altri.
Conduce diverse serate de “Il Tenco Ascolta”, format di scouting ideato e promosso dal Club Tenco di Sanremo. Dal 2003 al 2018 è stato direttore di redazione del Premio Lunezia. È ospite in molte rassegne culturali con spettacoli monografici sui principali cantautori italiani, come Fabrizio De André, Francesco Guccini, Lucio Battisti, e sulla canzone d’autore in generale.
Ha scritto anche sulla canzone pop e in particolare sul Festival di Sanremo, per cui è stato opinionista in diversi programmi televisivi e radiofonici. 
Insegnante di Letteratura, svolge diverse lezioni e corsi di storia della canzone nelle scuole, nei conservatori e nelle università. Tiene conferenze, incontri e corsi di formazione per docenti nelle scuole italiane, mirati all'inserimento della letteratura dei cantautori nei programmi scolastici. La sua tesi di Dottorato in italianistica sul canone dei cantautori, per la Facoltà di Lettere e Filosofia dell'Università degli Studi di Roma Tor Vergata, pubblicata nel 2017, è stata adottata come libro di testo in diverse università italiane. I suoi studi sono principalmente rivolti alla teorizzazione della canzone d’autore italiana come forma di letteratura autonoma.
Insegna "Storia della popular music" al Conservatorio Luisa D'Annunzio di Pescara e "Canzone e nuovi media" all'Università G. D'Annunzio di Chieti.